# Иллерих
Иллерих (нем. Illerich) — община в Германии, в земле Рейнланд-Пфальц. 
Входит в состав района Кохем-Целль. Подчиняется управлению Кайзерзеш.  Население составляет 715 человек (на 31 декабря 2010 года). Занимает площадь 7,74 км².